# Cédula de ciudadanía (Colombia)
La Cédula de Ciudadanía (C.C.) es el documento de identidad emitido a los ciudadanos colombianos por la Registraduría Nacional del Estado Civil, en Colombia y las misiones diplomáticas en el extranjero a toda persona colombiana mayor de 18 años, ya que para menores de edad es una "tarjeta de identidad". Este es el único documento de identificación válido para todos los actos civiles, políticos, administrativos y judiciales según la ley 39 de 1961.

## Historia
El 24 de noviembre de 1952 fue expedida la primera Cédula de Ciudadanía al entonces Presidente de la República, Laureano Gómez Castro, con el número 1. Luego, en 1954, pudieron ejercer el derecho de elegir y ser elegidas las mujeres. La primera cédula femenina se expidió el 25 de mayo de 1956 a doña Carola Correa de Rojas Pinilla, esposa del entonces Presidente de la República, General Gustavo Rojas Pinilla, con el número 20'000.001. Este documento fue llamado "Blanca Laminada".

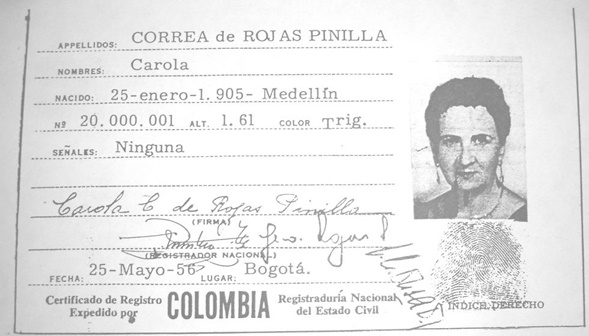
Primera cédula femenina.

En 1993 se renovó el documento, que se fabricó en plástico. Se eliminó la información sobre color de piel y señales, y se agregó información de grupo sanguíneo, el sexo del ciudadano y un código de barras. Esta es la "cédula marrón o café".
Desde mayo de 2000, se produjo el documento de identidad (cédula de ciudadanía) "amarilla con hologramas", con base en el sistema de identificación basado en tecnología AFIS. Junto con este formato circularon otros dos (blanca y marrón), cualquiera de ellos fue reconocido como legítimo medio de identificación del ciudadano. 
En 2003 se cambió el formato del NIP (Número de Identificación Personal). Anteriormente una persona tenía un número de tarjeta de identidad y posteriormente se le asignaba un número de cédula diferente al cumplir la mayoría de edad. En el año mencionado se empezó a utilizar un complemento alfabético al número de cédula . Posteriormente, en  2004, el sistema NIP fue cambiado por el NUIP (Número Único de Identidad Personal) que identifica a un solo ciudadano durante toda su vida; la numeración empieza con el número 1.000.000.000. Aquellos ciudadanos que expidieron su cédula antes de 2003 conservaron el mismo número.
En 2005, y luego de una serie de inconvenientes burocráticos y técnicos, la Registraduría Nacional del Estado Civil de Colombia, mediante un Decreto, determinó que a partir del 1° de enero de 2010, la única Cédula de Ciudadanía válida fuera la expedida a partir de 2000, de fondo amarillo y con hologramas de seguridad. Esta fecha fue aplazada posteriormente para el 31 de julio de 2010.
En 2020 se anunció un nuevo documento de identidad electrónico, que empezó a ser expedido el 1 de diciembre del mismo año. El documento permite a los ciudadanos identificarse y hacer trámites sin necesidad del documento físico, también es posible su almacenamiento en un dispositivo móvil Android o iOS.

## Obtención  y obligatoriedad
Los ciudadanos colombianos, por nacimiento o adopción, deben acercarse a una registraduría o consulado colombiano con su tarjeta de identidad, documento anterior o registro civil en caso de no tener ninguno; en las capitales departamentales y municipios de primera categoría no es necesario llevar fotos, en otras locaciones se deben adjuntar fotografías 4 cm x 5 cm de fondo blanco. Se debe conocer el grupo sanguíneo y RH para el registro.
Luego del trámite se entrega un documento provisional llamado "contraseña" que cuenta con la foto del ciudadano, la impresión de la huella digital, el nombre y el NUIP. El tiempo de entrega es variable, desde uno a tres meses dependiendo de la oficina donde se hace el trámite.
En caso de información incorrecta se debe solicitar un duplicado. En caso de robo, pérdida o daño del documento, se debe solicitar la reposición. Ambos trámites tienen un costo, el cual es definido anualmente por la registraduría y cancillería.

### Obligatoriedad
Este documento es obligatorio para todos los ciudadanos colombianos mayores de 18 años, residentes en el país, y para aquellos que busquen asistencia consular en el extranjero. 
Las autoridades militares y de policía pueden requerir el documento. El código nacional de policía define en el artículo 35, literal 3 que: "Los siguientes comportamientos afectan la relación entre las personas y las autoridades y por lo tanto no deben realizarse. Su realización dará lugar a medidas correctivas: (...) Impedir, dificultar, obstaculizar o resistirse a procedimiento de identificación o individualización, por parte de las autoridades de policía". Se impone multa general de tipo 4; participación en programa comunitario o actividad pedagógica de convivencia. Sin embargo, el no portar el documento no se considera delito.

## Cédula de ciudadanía como documento de viaje
Para viajar fuera de Colombia o retornar al país, los colombianos requieren documentos de identidad o documentos de viaje para transitar y pasar los controles migratorios en aeropuertos o fronteras terrestres; sin embargo hay países a los que los colombianos pueden viajar solo con la Cédula de ciudadanía, sin la necesidad de portar el Pasaporte colombiano o  Visa de Viaje, gracias a acuerdos internacionales.
Colombia es un Estado Miembro de la Comunidad Andina y un miembro en proceso de adhesión del Mercosur, por lo que los ciudadanos colombianos pueden ingresar a los países miembros de estos acuerdos solo con la presentación de su Cédula de ciudadanía, así mismo los ciudadanos de los países miembros pueden ingresar a Colombia solo con la presentación de su respectivo Documento de identidad ; estos países son:
| Comunidad Andina | Documentos de viaje permitidos                            | Mercosur  | Documentos de viaje permitidos                                |
| Bolivia          | Cédula de identidad boliviana Pasaporte boliviano         | Argentina | Documento nacional de identidad argentino Pasaporte argentino |
| Colombia         | Cédula de ciudadanía colombiana Pasaporte colombiano      | Bolivia   | Cédula de identidad boliviana Pasaporte boliviano             |
| Ecuador          | Cédula de identidad ecuatoriana Pasaporte ecuatoriano     | Brasil    | Carteira de Identidade brasileña Pasaporte brasileño          |
| Perú             | Documento nacional de identidad peruano Pasaporte peruano | Chile     | Cédula de identidad chilena Pasaporte chileno                 |
|                  |                                                           | Colombia  | Cédula de ciudadanía colombiana Pasaporte colombiano          |
|                  |                                                           | Ecuador   | Cédula de ciudadanía ecuatoriana Pasaporte ecuatoriano        |
|                  |                                                           | Paraguay  | Cédula de identificación civil paraguaya Pasaporte paraguayo  |
|                  |                                                           | Perú      | Documento nacional de identidad peruano Pasaporte peruano     |
|                  |                                                           | Uruguay   | Cédula de identidad uruguaya Pasaporte uruguayo               |

## Documento actual

### Cédula Electrónica
Se expide desde el 1 de diciembre de 2020, es el formato del documento actual que se expide por "duplicado".

#### Características

Antiguo documento de identidad colombiano (Cédula Blanca Laminada) para mayores de edad (específicaciones).

- Material: Policarbonato
- Largo: 5.5 cm
- Ancho: 8.8 cm

### Anverso

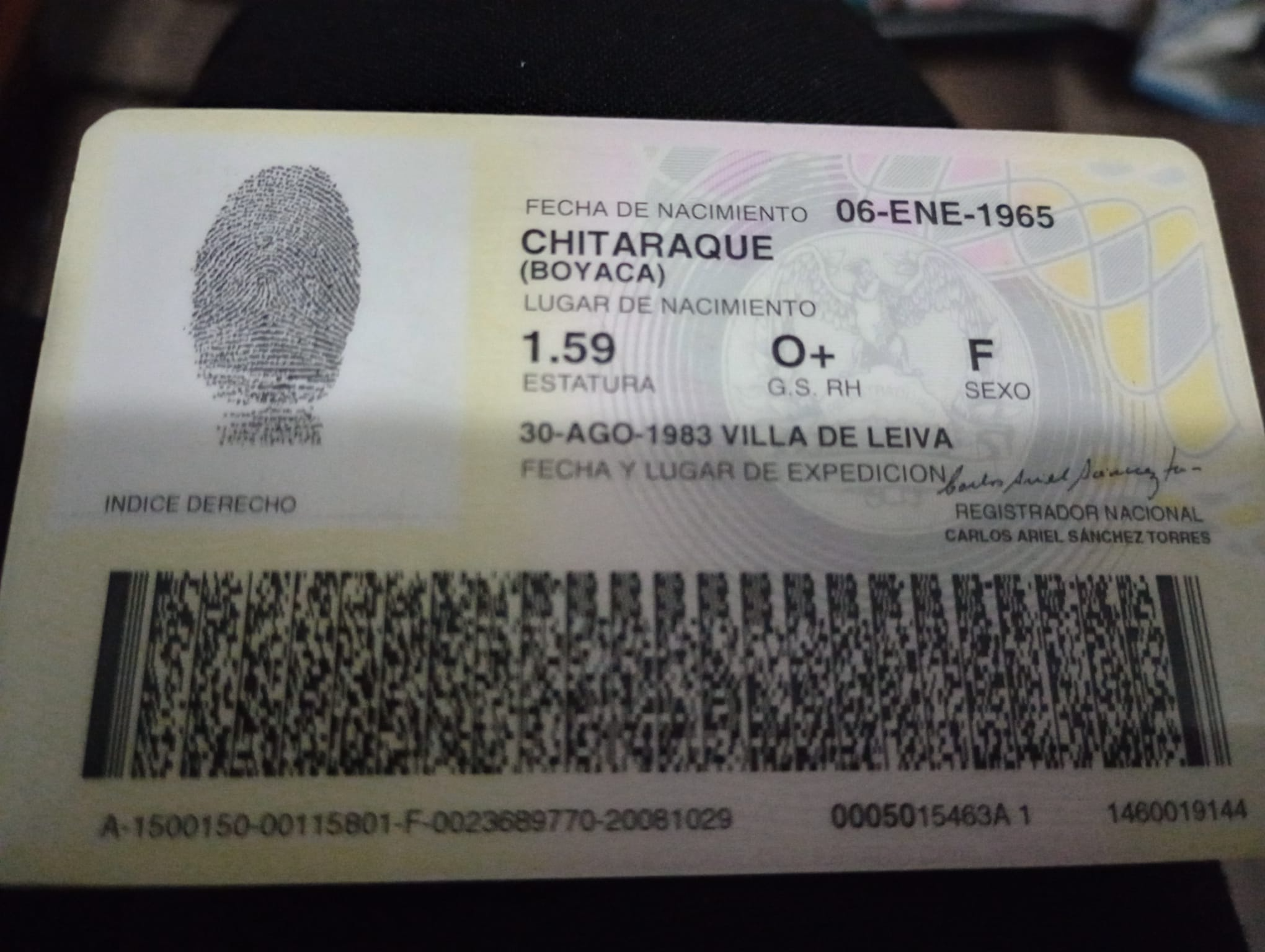
Anverso de la cédula electrónica (documento de identidad).

Antiguo documento de identidad colombiano para mayores de edad 2000-2020 (anverso).

Antiguo documento de identidad colombiano (Cédula Café Plastificada o Cédula Marrón Plastificada) para mayores de edad (anverso).

Antiguo documento de identidad colombiano (Cédula Blanca Laminada), (anverso).

Anverso del documento de identidad colombiano obligatorio para menores de edad.

Antiguo documento de identidad rosa obligatorio de Colombia para menores de edad.

El encabezado consta de las inscripciones "CÉDULA DE CIUDADANÍA" y "REPÚBLICA DE COLOMBIA", una bandera colombiana pequeña, en la esquina inferior derecha se encuentra una mariposa que cambia de color dorado/verde. El fondo, principalmente celeste y amarillo, consta de patrones geométricos con relieve, curvas, un libro y trece mariposas. Se encuentra la siguiente información.
- Fotografía
- Número de documento de identidad NUIP (Número Único de Identidad Personal)
- Apellidos
- Nombre de pila de la persona
  - Otros nombres, en su caso
- Nacionalidad
- Estatura
- Sexo
- Ventanilla con foto
- Fecha de nacimiento
- Grupo sanguíneo y RH
- Lugar de nacimiento
- Fecha y lugar de expedición
- Firma electrónica
- Fecha de expiración

### Reverso

Reverso de la cédula electrónica (documento de identidad).

El encabezado consta de la inscripción ".CO", el dominio de internet del país. El fondo, mayormente amarillo y celeste, consta de patrones geométricos, curvas, y la iglesia de San Pedro Claver. En la cara posterior se encuentra la siguiente información.
- Serial del documento
- Ventanilla con foto
- Firma del Registrador Nacional
- Código QR biométrico
- Zona legible por máquina de datos de tres líneas con número de documento de identidad

### Medidas de seguridad
A diferencia de su antecesora, este formato no incluye la impresión del índice derecho. Sin embargo, para su expedición se hace toma de huellas dactilares y mapeo de los rasgos faciales del ciudadano.
El código QR usa tecnología ABIS (Automated Biometric Identification System - Sistema automático de identificación por biometrías) que permite a las entidades del gobierno comprobar la identidad del portador del documento al acceder a la base de datos biométricos del ciudadano.

#### Funcionalidades
Esta cédula puede ser almacenada en el dispositivo móvil del ciudadano descargando la aplicación de la Registraduría, esta es igualmente válida que su contraparte física.
La registraduría ha anunciado que en el futuro se espera que esta cédula sea la "llave" de la carpeta ciudadana, un espacio de almacenamiento en la nube donde se podría almacenar la historia clínica y otros documentos necesarios.

## Formatos de documentos de identidad anteriores

### Amarillo con hologramas
El documento "amarillo con hologramas" empezó a ser expedido desde mayo del año 2000, sigue siendo vigente a pesar de no seguir siendo expedido.

#### Características
- Material: Plástico
- Largo: 5.5 cm
- Ancho: 8.8 cm

### Anverso
El encabezado consta de las inscripciones "REPÚBLICA DE COLOMBIA", "IDENTIFICACIÓN PERSONAL" y "CÉDULA DE CIUDADANÍA". El fondo, mayormente amarillo, con gris y rosa, consta de patrones de curvas y el escudo del país inscrito en un círculo; posee hologramas que muestran el emblema de la registraduría y la frase "REPÚBLICA DE COLOMBIA". En la cara frontal se encuentra la siguiente información.
- Fotografía
- Número de documento de identidad NUIP (Número Único de Identidad Personal)
- Apellidos
- Nombres
- Firma

### Reverso

Antiguo documento de identidad colombiano para mayores de edad 2000-2020 (reverso).

Reverso del documento de identidad colombiano obligatorio para menores de edad.

No tiene encabezado. El fondo, mayormente amarillo y rosa, consta de patrones de curvas, y el emblema de la Registraduría inscrito en un círculo blanco. En la cara posterior se encuentra la siguiente información.
- Impresión digital del dedo índice derecho
- Fecha de nacimiento
- Lugar de nacimiento
- Estatura
- Grupo sanguíneo y RH
- Sexo
- Fecha y lugar de expedición
- Firma del Registrador Nacional
- Matriz de barras con la información del ciudadano

#### Biometría
Este formato incluye la impresión del índice derecho. Sin embargo, para su expedición se hace toma de huellas dactilares y mapeo de los rasgos faciales del ciudadano.
La matriz utiliza tecnología AFIS (Automated Fingerprint Identificación System) que permite a las entidades del gobierno comprobar la identidad del portador de la cédula al comparar las huellas dactilares del ciudadano.

### Café Plastificada
El documento "café plastificado" o "marrón plastificado" fue expedido desde el año 1993 y no es válida desde el 1 de agosto de 2010.

#### Características
- Material: Plástico
- Largo: 5.5 cm
- Ancho: 8.8 cm

### Anverso
El encabezado consta de las inscripciones "REPÚBLICA DE COLOMBIA", "IDENTIFICACIÓN PERSONAL" y "CÉDULA DE CIUDADANÍA". El fondo, blanco, consta de patrones marrones y el escudo del país con ornamentos. En la cara frontal se encuentra la siguiente información.
- Fotografía en blanco y negro
- Número de documento de identidad, NUIP (Número Único de Identidad Personal)
- Apellidos
- Nombres
- Firma

### Reverso
No tiene encabezado. El fondo, blanco, consta de un patrón marrón, y el emblema de la Registraduría inscrito en un círculo blanco. En la cara posterior se encuentra la siguiente información.
- Impresión de tinta del dedo índice derecho
- Fecha de nacimiento
- Lugar de nacimiento
- Estatura
- Grupo sanguíneo y RH
- Sexo
- Fecha y lugar de expedición
- Firma del Registrador Nacional
- Código de barras con la información del ciudadano

#### Biometría
Este formato incluye la impresión del índice derecho.

### Blanca Laminada
La cédula "blanca laminada" fue expedida hasta el año 1993, no es válida desde el 1 de agosto de 2010.

#### Características
- Material: Papel
- Largo: 5.5 cm
- Ancho: 8.8 cm

### Anverso
El encabezado consta de las inscripciones "REPÚBLICA DE COLOMBIA" y "CÉDULA DE CIUDADANÍA". El fondo es blanco y tiene el escudo del país impreso con tinta verde. En la cara frontal se encuentra la siguiente información.
- Número de Cédula
- Lugar de expedición
- Nombres y apellidos
- Fecha de  nacimmiento
- Estatura
- Color de piel
- Señales corporales
- Fecha de expedición
- Firma
- Firma del Registrador Nacional
- Impresión de tinta del dedo índice derecho

#### Biometría
Este formato incluye la impresión del índice derecho.

### Certificado Electoral

Antiguo documento de identidad colombiano (Certificado Electoral) para mayores de 21 años (anverso).

El "certificado electoral" fue expedido a las personas mayores de 21 años desde el 1 de febrero de 1935, siendo obligatorio la
presentación del documento de identificación para efectos electorales, según la ley 31 de 1929, en todos aquellos actos civiles y políticos en los que la
identificación personal fue necesaria.

## Tarjeta de Identidad

### Tarjeta de Identidad Celeste
Existe un documento de identidad para los menores de 18 años, llamado "Tarjeta de Identidad" usada para fines de identificación solamente, la cual puede ser tramitada a partir de los 7 años de edad. No es válida para votar y para los actos que requieran la mayoría de edad. Es el formato vigente.

#### Características
- Material: Plástico
- Largo: 5.5 cm
- Ancho: 8.8 cm

### Anverso
El encabezado consta de las inscripciones "REPÚBLICA DE COLOMBIA", "IDENTIFICACIÓN PERSONAL" y "TARJETA DE IDENTIDAD". El fondo, celeste con naranja, consta de patrones de curvas; posee una imagen con cambio de color verde/amarillo. En la cara frontal se encuentra la siguiente información.
- Fotografía
- Número de documento de identidad NUIP (Número único de identidad personal)
- Apellidos
- Nombres
- Firma electrónica

### Reverso
No tiene encabezado. El fondo, del mismo color que el anverso, consta de patrones de curvas, y el emblema de la Registraduría inscrito en un círculo gris. En la cara posterior se encuentra la siguiente información.
- Impresión digital del dedo índice derecho
- Fecha de nacimiento
- Lugar de nacimiento
- Grupo sanguíneo y RH
- Sexo
- Fecha y lugar de expedición
- Fecha de vencimiento
- Firma del Registrador Nacional
- Matriz de barras con la información del ciudadano

#### Biometría
Este formato incluye la impresión digital del índice derecho.

### Tarjeta de Identidad Rosa
Es la versión de la tarjeta de identidad que se expidió hasta el año 2014.

#### Características
- Material: Papel
- Largo: 5 cm
- Ancho: 9 cm

### Anverso
El encabezado consta de las inscripciones "REPÚBLICA DE COLOMBIA" y "TARJETA DE IDENTIDAD". El fondo rosa, consta de patrones de curvas. En la cara frontal se encuentra la siguiente información.
- Número de documento de identidad NUIP (Número único de identidad personal)
- Apellidos
- Nombres
- Sexo
- Fecha y lugar de nacimiento
- Grupo sanguíneo y RH
- Fecha y lugar de expedición
- Fecha de vencimiento

#### Reverso
El encabezado consta de la inscripción "REGISTRADURÍA NACIONAL DEL ESTADO CIVIL". El fondo es blanco. En la cara posterior se encuentra la siguiente información.
- Firma del Registrador Municipal
- Fotografía
- Impresión en tinta del dedo índice derecho

#### Biometría
Este formato incluye la impresión del índice derecho.

## Extranjeros
El documento de identidad (cédula de ciudadanía) y la tarjeta de identidad son exclusivos para los ciudadanos colombianos. Existe un documento de identidad para los extranjeros con visas de larga duración, la Cédula de Extranjería (Documento de Identidad de Extranjería) que expide Migración Colombia a manera de documento de identificación. Este documento permite ejercer los derechos a los que el extranjero tiene derecho en suelo colombiano, que son los mismos que el ciudadano colombiano, excepto el de votar en elecciones a presidencia y congreso, y el de postularse para cargos gubernamentales, pudiendo ejercer su voto en elecciones municipales, distritales y de concejos si el extranjero en cuestión es Residente titular de una visa "R".

### Cédula de Extranjería (Documento de Identidad de Extranjería)

Documento de Identidad de Extranjería colombiana (Cédula de Extranjería) de una persona con visa de residente.

Es el documento que Migración Colombia expide a los extranjeros titulares de una visa de duración mayor a 3 meses, por lo general titulares de visado de Migrante "M" o visado de residente "R", en casos muy específicos también se expide a los titulares de visa de visitante. Es expedida a partir de los 7 años de edad y en los casos que el titular es menor de edad, se añade la anotación "MENOR DE EDAD" por debajo de la fotografía. Su numeración es paralela a la de las cédulas de ciudadanía colombianas y en ocasiones se dan casos en los que coinciden con cédulas de colombianos vivos, generando inconvenientes en ciertas ocasiones debido a la duplicidad de información en bases de datos. Carece de datos como el lugar de expedición y nacimiento, así también a diferencia del documento de identidad colombiano, la fecha de expedición cambia cada vez que se renueva el visado o el documento, o por alcanzar la mayoría de edad. Su número se asigna con base en el Archivo Biográfico de Extranjeros de Migración Colombia, y es asignado como un HE (Historial de Extranjero) al momento de expedir algún Salvoconducto o iniciar algún proceso administrativo, o en el momento del primer registro de visa expedida por la Cancillería.

### Características
- Material: Policarbonato
- Largo: 5.5 cm
- Ancho: 8.8 cm

### Anverso
El encabezado consta de la inscripción "COL" (Las siglas de Colombia para OACI), "REPÚBLICA DE COLOMBIA" y "Cédula de Extranjería". El fondo púrpura con tonos suaves de amarillo y blanco, consta de patrones de círculos, y en la parte derecha muestra la fachada de la Casa de Nariño. Posee un holograma redondo sobre la mitad del documento, con el escudo de Colombia y el logo de Migración Colombia. En la cara frontal posee la siguiente información:
- Fotografía
- Tipo de Visado (visitante, migrante o residente)
- Número de Cédula de Extranjería (Documento de Identidad de Extranjería)
- Apellidos
- Nombres
- Nacionalidad (En siglas OACI)
- Fecha de Nacimiento (En formato AAAA/MM/DD)
- Sexo
- Grupo sanguíneo y RH
- Fecha de expedición (cambia con cada actualización)
- Fecha de vencimiento
- Anotación "MENOR DE EDAD" (para los titulares entre 7 y 17 años)
- Firma
- Índice Derecho

### Reverso
- Matriz de Barras con información del titular (no tiene la misma estructura que la de un documento de identidad con hologramas, por lo que en la mayoría de las aplicaciones que se le da uso es incompatible.)
- Código de barras lateral con número de uso interno
- Leyenda en español e inglés sobre el deber del titular de notificar a Migración Colombia de cualquier cambio en la condición o información migratoria.
- Firma del Director de Migración Colombia
- [www.migracioncolombia.gov.co Sitio web oficial de Migración Colombia]
- Zona legible por máquina